# 再生繊維
再生繊維（さいせいせんい）は、天然高分子化合物を原料にそれを溶解してから紡糸したもの。

## 概説
一般的な繊維の分類では化学繊維（人造繊維）は無機質繊維と有機質繊維に分けられる。再生繊維は化学繊維のうち天然高分子化合物を原料にそれを溶解してから紡糸したものである。
なお、ASTMインターナショナルの繊維分類表では有機質繊維 (Organic Base) の分類に Natural Polymer Base と Synthetic Polymer Base の2つを用いており、再生繊維と半合成繊維の区分のような曖昧さが生じない分類になっている。

## 分類

### 繊維素系
繊維素系の再生繊維にレーヨンやキュプラなどがある。
- レーヨン
- キュプラ
- ポリノジック
- リヨセル

### タンパク質系
タンパク質系の再生繊維には、牛乳のカゼインを利用したメリノバや、トウモロコシのタンパク質を利用したバイカラなどがある。

### その他の再生繊維
その他の再生繊維にアルギン酸繊維などがある。

## 特徴
- 吸湿、放湿性がよい。
- 光沢があり、ドレープ性[2]に優れている。
- よく染まる。
- 熱に強い。
- 静電気を起こしにくい。
- キュプラ、レーヨンなどは生分解性（土中で分解する性質）に優れるため、環境への負荷が小ない[3]。
- 擦れ等によって白色化しやすい。